# Xã Lake, Quận Cass, Bắc Dakota
Xã Lake (tiếng Anh: Lake Township) là một xã thuộc quận Cass, tiểu bang Bắc Dakota, Hoa Kỳ. Năm 2010, dân số của xã này là 34 người.